# Pikku Saarijärvi (sjö i Ruovesi, Birkaland)
Pikku Saarijärvi är en sjö i kommunen Ruovesi i landskapet Birkaland i Finland. Arean är 26 hektar och strandlinjen är 2,61 kilometer lång.  Den  ingår i Kumo älvs huvudavrinningsområde.  Sjön ligger omkring 58 kilometer norr om Tammerfors och omkring 210 kilometer norr om Helsingfors. 
I sjön finns ön Papinsaari. 